# Madison Bumgarner
Madison Kyle Bumgarner (ur. 1 sierpnia 1989) – amerykański baseballista występujący na pozycji miotacza.

## Przebieg kariery
Po ukończeniu szkoły średniej w 2007 został wybrany w pierwszej rundzie z numerem dziesiątym przez San Francisco Giants i początkowo grał w klubach farmerskich tego zespołu, między innymi w Connecticut Defenders, reprezentującym poziom Double-A. W Major League Baseball zadebiutował 8 września 2009 w meczu przeciwko San Diego Padres na AT&T Park jako starter zastępując kontuzjowanego Tima Lincecuma.
Sezon 2010 rozpoczął od występów w zespole farmerskim poziomu Triple-A Fresno Grizzlies, jednak 26 czerwca 2010 został przesunięty do 25-osobowego składu Giants na mecz z Boston Red Sox. Pierwsze zwycięstwo zaliczył 6 lipca 2010 w meczu z Milwaukee Brewers, w którym rozegrał osiem inningów, nie oddając żadnego runa. W tym samym roku zagrał w meczu nr 4 World Series, w którym Giants pokonali Texas Rangers 4–2 i został czwartym najmłodszym starterem w historii ligi, który zdobył mistrzowski tytuł. 12 czerwca 2012 w spotkaniu z Houston Astros zdobył pierwszego home runa w MLB. W październiku 2012 wywalczył drugi tytuł, grając w meczu nr 2 World Series, w których Giants wygrali z Detroit Tigers 4-0. W 2013 po raz pierwszy w karierze otrzymał powołanie do All-Star Game.
11 kwietnia 2014 w wygranym przez Giants 6-5 meczu z Colorado Rockies zdobył pierwszego grand slama w MLB i został drugim miotaczem w historii klubu, który tego dokonał. 13 lipca 2014 w spotkaniu z Arizona Diamondbacks Bumgarner i łapacz Buster Posey zdobyli po jednym grand slamie; był to pierwszy przypadek w historii MLB, kiedy duet miotacz-łapacz (battery) dokonali tego w jednym meczu. W tym samym roku został wybrany najbardziej wartościowym zawodnikiem National League Championship Series, w których Giants pokonali St. Louis Cardinals 4–1, World Series MVP rozgrywając w finałach trzy spotkania, zaliczając w tym complete game shutout w meczu numer 5, a także otrzymał nagrodę Silver Slugger Award.
30 czerwca 2016 w meczu przeciwko Oakland Athletics rozegranym na Oakland Alameda Coliseum, Giants wystawili na liście pałkarzy Bumgarnera, rezygnując z opcji wystawienia designated hittera, co ostatnio miało miejsce w 1976 roku. Bumgarner zaliczył double'a, a na górce rozegrał 6⅓ zmiany, notując zwycięstwo.
2 kwietnia 2017 w spotkaniu przeciwko Arizona Diamondbacks został pierwszym miotaczem w historii Giants, który zdobył dwa home runy w meczu otwarcia sezonu zasadniczego. Tym samym pobił klubowy rekord spośród miotaczy zdobywając 16. home runa w swojej karierze.

## Nagrody i wyróżnienia
| Nagroda/wyróżnienie         | Lata                   | Źródło             |
| 4× All-Star                 | 2013, 2014, 2015, 2016 | [ 1 ]              |
| 3× zwycięzca w World Series | 2010, 2012, 2014       | [ 6 ] [ 8 ] [ 12 ] |
| NLCS MVP                    | 2014                   | [ 11 ]             |
| World Series MVP            | 2014                   | [ 12 ]             |
| Babe Ruth Award             | 2014                   | [ 16 ]             |
| 2× Silver Slugger Award     | 2014, 2015             | [ 1 ] [ 13 ]       |